# Mixs International DJ
MOANA INTERFACE DEVICE（モアナ インターフェイス デバイス）は、日本を拠点に活動する日本人DJマスターミックス集団。
Mixs International DJは後付けの名称で、創設当時の名称はMOANA INTERFACE DEVICEの頭文字からM.I.Dになった。略称、M.I.D。活動時の作品は略称での表記が多い。

## 経歴
1985年、モンチ田中らが結成し、総勢18名からなる「感覚頭脳集団」として活動を開始した。数多くのリミックス作品に関わる他、グループ自身のアルバムも発表する。代表は澤谷博美。活動内容によって、「ハイパー・チョコレート」、「アトミック・ボンバーズ」に分かれていた。

## ユニット参加メンバー
モンチ田中（田中正彦）、マイケル山田（山田國雄）、DJ YUTAKA、風田川浩、末木強、丸本修一、吉村憲二、田村雅章、植田昭二、吉原浩、鈴木茂（営業）、南條あきら、阿部治彦、YUKIO SHIMADA、DJ HITOMI、DJ AKIKO。

## ディスコグラフィー

### オリジナル・アルバム
- 『IT'S SO WONDERFUL / MIGHTY MOUSE』
- 『M.I.D. VARIOUS ARTIST』
- 『BLACK BOX / M.I.D.』

### カバー・アルバム
- 『DANCE MIX VOL.1 yumi arai songs』
- TRUTH / GUN
- RYDEEN / MIGHTY MOUSE
- ROCK'NROLL WIDOW / TOMMY
- P-MACHINERY / TOMMY

## 制作作品

### REMIX
- SHIHO『GYPSY QUEEN』（日本コロムビア）
- ELISA FIORILLO『HIGH BRIGHT NIGHT』（ポニーキャニオン）
- LORRAINE McKANE『LET THE NIGHT TAKE THE BLAME』（アルファレコード）
- ARABESQUE『HELLO MR. MONKEY』
- VIRGINELLE『FANTASY』
- 中山美穂作品
- 小泉今日子作品
- 崎谷健次郎『THIS TIME』[2]。
- TRF『BOY MEETS GIRL DA!DA!DA! Remix』（avex trax）

### NON-STOP MIX
- 『EUROBEAT FANTASY SPECIAL EDITION DANCE DANCE DANCE PART 1』
- 『EUROBEAT FANTASY SPECIAL EDITION DANCE DANCE DANCE PART 2』
- 『THAT'S EUROBEAT NON-STOP MIX VOL.3』
- 『THAT'S EUROBEAT NON-STOP MIX VOL.5』
- 『THAT'S EUROBEAT NON-STOP MIX 1985～1988』
- 『THAT'S EUROBEAT MIXMASTER D.J. BATTLE』
- 『NON-STOP BEST DISCO VOL.2』
- 『MASTER MIX OF NIGHTMARE'S NIGHTMATE』

### 編曲
- 有坂美香
  - 『dis-（TV Version・CLUB MIX Version・R&B Version/京MIX）』（作詞：岩里祐穂、作曲：M Rie）
  - 『dis-（ENGLISH Version・Song Bird Mix）』（作詞：MICA、作曲：M Rie）

### 劇伴
- 無限のリヴァイアス（1999年） ※服部克久と共同